# Bojanów (gmina)
Pour les articles homonymes, voir Bojanów.
Bojanów [bɔˈjanuf] est une commune rurale de la voïvodie des Basses-Carpates et du powiat de Stalowa Wola. Elle s'étend sur 179,6 km2 et comptait 7 321 habitants en 2010.
Elle se situe à environ 22 kilomètres au sud de Stalowa Wola et à 41 kilomètres au nord de Rzeszów, la capitale régionale.